# Steffen Fetzner
Steffen Fetzner (n. 17 august 1968, Karlsruhe, RFG) este un jucător de tenis de masă ce a reprezentat Germania, medaliat olimpic. A participat la 3 ediții ale Jocurilor Olimpice (1988, 1992, 1996) în care a câștigat o medalie de argint.